# Kevin Lyttle (album)
Pour les articles homonymes, voir Lyttle.
Kevin Lyttle est le nom d'un album de soca de Kevin Lyttle sorti en 2004 produit à Saint-Vincent-et-les-Grenadines qui devient rapidement un succès d'édition au niveau international.

## Titres
1. "Turn Me On"
2. "Last Drop"
3. "Never Wanna Make U Cry"
4. "If You Want Me (Call Me)"
5. "I Got It"
6. "Sign Your Name"
7. "Screaming Out My Name"
8. "My Lady"
9. "Ya Kiss"
10. "So High"
11. "Dancing Like Making Love"
12. "My Love"
13. "Mama Mia"
14. "Turn Me On"(Remix) (participation de Spragga Benz)

- U.S. Edition

10. "Dance With Me"

11. "Dancing Like Making Love"

12. "My Love"

13. "Mama Mia"

14. "Turn Me On"(Remix) (Participation de Spragga Benz)